# Nguyễn Hồng Quân (bộ trưởng)
Nguyễn Hồng Quân (sinh năm 1949), quê ở xã Thượng Vũ, huyện Kim Thành, tỉnh Hải Dương, nguyên là Ủy viên Ban Chấp hành Trung ương Đảng Cộng sản Việt Nam, Bộ trưởng Bộ Xây dựng của Chính phủ Việt Nam (2002-2011). Trước khi làm Bộ trưởng, ông Quân từng là Thứ trưởng thường trực Bộ Xây dựng nhiệm kì 1996 - 2001.

## Tiểu sử
Ông là kỹ sư xây dựng thủy điện, tốt nghiệp trường Đại học Xây dựng năm 1971. 
Ông từng giữ chức vụ Tổng Giám đốc Tổng công ty Sông Đà, là đảng viên Đảng cộng sản Việt Nam.